# المعسوق (القفر)

تعديل مصدري - تعديل

المعسوق محلة تابعة لقرية الغربي، التابعة لعزلة بني ساوي بمديرية القفر إحدى مديريات محافظة إب في الجمهورية اليمنية، بلغ تعداد سكانها 58 حسب تعداد اليمن لعام 2004.